# دانيال ساندوفال
دانيال ساندوفال (بالإسبانية: Daniel Sandoval)‏ مواليد 5 أبريل 1991 في غوادالاخارا، هو ملاكم محترف مكسيكي يصنف ضمن فئة الوزن المتوسط.

## إحصائيات
خاض خلال مسيرته 42 نزالا، فاز في 38 ولم يتعادل وخسر في 4. فاز بالضربة القاضية في 35 نزالا.

## روابط خارجية
- دانيال ساندوفال على موقع بوكس ريك (الإنجليزية) (registration required)